# Papuren
Papuren (八 步 連) (anche Happoren o Paipuren) è un kata di karate, cioè un insieme di tecniche di colpi e spostamenti, certamente di origine cinese, dello stile della Gru Bianca del Kung Fu Wushu. La forma è stata incorporata in modalità marziale nello stile Shito-ryu, grazie agli insegnamenti del maestro Go Genki. Il nome significa "otto passi allo stesso tempo".
La forma è stata introdotta nell'isola di Okinawa dal maestro di arti marziali Wu Xian Hui, Go Genki come è stato chiamato dagli abitanti di Okinawa. Go Genki, un esperto nello stile della Gru Bianca del Kung Fu Wushu, era un commerciante di tè che si stabilì nelle isole all'inizio del XX secolo e, a causa dei suoi contatti professionali e del suo amore per le discipline di combattimento, ha iniziato a trasmettere la sua conoscenza ad alcuni studenti, tra cui alcuni che sarebbero poi diventati famosi, come i maestri Kenwa Mabuni e Juhatsu Kyoda. Durante il suo soggiorno, il maestro Go Genki insegnò varie tecniche e da queste ebbero origine alcuni kata, come Papuren, Hakutsuru, Haffa, Hakkaku.